# THE K2
《THE K2》는 2016년 9월 23일부터 2016년 11월 12일까지 tvN에서 방영된 tvN 금토 드라마이다.

## 줄거리
국가와 동료를 뜨겁게 사랑했지만 그들에게 버림받은 경호원과 사랑마저 복수의 도구로 사용하려는 유력 대선후보의 숨겨진 딸의 이야기를 그리는 작품이다.

## 등장 인물

### 주요 인물
- 지창욱 : 김제하 역 (아역 최승훈)
- 송윤아 : 최유진 역
- 임윤아 : 고안나 역 (아역 이유주)
- 조성하 : 장세준 역
- 김갑수 : 박관수 역

### 최유진의 주변 인물
- 이정진 : 최성원 역
- 신동미 : 김실장 역

### JSS
- 이예은 : 장미란 역
- 이재우 : 강성규 역
- 전배수 : 주철호 역

### 그 외 인물
- 카슨 : 라니아 역
- 송경철 : 송영춘 역
- 박순천 : 최성원의 어머니 역
- 이철민 : 박관수 보좌관 역
- 김익태 : 과수원 할아버지 역
- 고인범 : 국채완 역
- 이순원 : 서 팀장 역
- 조재룡 : 성 비서 역
- 권수현 : 경호원 역
- 소희정 : JSS의 의무실장 역
- 정지영 : 노지연 역
- 염혜란 : 안나 도우미 역
- 박건
- 주새벽 : 미스김 역
- 유인혁 : 경호원 역
- 윤주빈 : 경호원 역
- 오상훈 : 타격대 대장 역
- 김경룡 : 이경진 역
- 지윤재 : 흉터 경찰 역
- 정세형 : 형사 역
- 박건락 : 검사 역
- 손동화 : 예비군 역
- 조병규 : 알바 역
- 김현 : 도우미 역
- 윤종화 : 김석한 역
- 이원진 : FD 역
- 이승준 : 수사관 역
- 이수련 : 여자 경호원 역
- 이세미
- 홍혜선 : 거울이 목소리 역
- 함진성 : 박관수 경호원 역
- 추연규
- 최원용
- 성이언
- 장해송

### 우정출연
- 손태영 : 엄혜린 역
- 유승목 : 김 의원 역

### 특별출연
- 조희봉 : 경찰 역
- 성동일 : 형사 역
- 이한위 : 청와대 비서실장 역
- 조동혁 : 타격대장 역
- 최정민
- 박정상

## 시청률
최저 시청률과 최고 시청률은 시청률 조사회사와 지역별로 시청률에 차이가 있을 수 있습니다.
| 2016년 | 2016년    | 2016년     | 2016년      | 2016년          |
| 회차   | 방송일    | AGB 시청률 | TNmS 시청률 | 닐슨 유료플렛폼 |
| ------ | --------- | ---------- | ----------- | --------------- |
| 제1회  | 9월 23일  | 3.225%     | 4.2%        | 3.2%            |
| 제2회  | 9월 24일  | 3.396%     | 4.9%        | 4.0%            |
| 제3회  | 9월 30일  | 4.390%     | 4.6%        | 4.6%            |
| 제4회  | 10월 1일  | 3.948%     | 5.4%        | 4.4%            |
| 제5회  | 10월 7일  | 4.622%     | 5.2%        | 5.1%            |
| 제6회  | 10월 8일  | 6.636%     | 5.6%        | 6.8%            |
| 제7회  | 10월 14일 | 5.059%     | 6.1%        | 5.7%            |
| 제8회  | 10월 15일 | 5.707%     | 6.4%        | 6.1%            |
| 제9회  | 10월 21일 | 4.849%     | 4.6%        | 5.5%            |
| 제10회 | 10월 22일 | 5.646%     | 5.2%        | 6.0%            |
| 제11회 | 10월 28일 | 4.932%     | 4.5%        | 5.5%            |
| 제12회 | 10월 29일 | 5.369%     | 5.0%        | 5.5%            |
| 제13회 | 11월 4일  | 4.489%     | 4.5%        | 5.4%            |
| 제14회 | 11월 5일  | 4.574%     | 5.4%        | 5.1%            |
| 제15회 | 11월 11일 | 5.523%     | 5.2%        | 6.0%            |
| 제16회 | 11월 12일 | 5.467%     | 5.5%        | 6.2%            |

## 동시간대 드라마
JTBC 금토드라마
- 《판타스틱》 : (2016년 9월 2일 ~ 2016년 10월 22일)
- 《이번 주 아내가 바람을 핍니다》 : (2016년 10월 28일 ~ 2016년 12월 3일)